# Ложечница
Ло́жечница, ло́жечная трава́ (лат. Cochleária) — род растений семейства Капустные.
Произрастают на побережьях Северного полушария и в горах Европы.

## Ботаническое описание

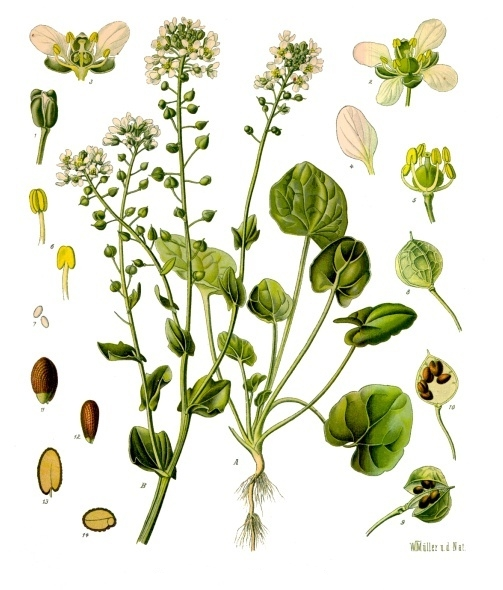
Ложечница лекарственная.

Представители рода — однолетние, двулетние и многолетние растения с цельными, как бы ложковидными (отсюда название) прикорневыми листьями.
Чашелистики прямые, лепестки коротко-ноготковые, белые или лиловые. По обе стороны коротких тычинок по одной треугольной медовой желёзке.
Плод — шаровидный, эллипсоидальный или грушевидный стручок, слабо сжатый с боков.

## Значение и применение
Свежие зелёные части растения очень богаты витамином С. Ложечница гренландская, к примеру, обладает исключительными противоцинготными свойствами. В давние годы её солили на кораблях бочками как лучшее средство, предупреждающее заболевание цингой. В скандинавских странах и сейчас ложечница употребляется в свежем виде как салат, заготавливается она и на зиму (солится). По вкусу она несколько напоминает хрен.

## Классификация

### Таксономия[3]
Cochlearia L., 1753, Sp. Pl. : 647
Род Ложечница относится к семейству Капустные (Brassicaceae) порядка Капустоцветные (Brassicales). Кладограмма в соответствии с Системой APG IV по состоянию на июнь 2023 года:
|  |                                      |  |                                   |                                   |                     |  | ещё 16 семейств |              |               |                                                            |
|  |                                      |  |                                   |                                   |                     |  |                 |              |               | 17 подтвержденных вида и 27 видов, ожидающих подтверждения |
|  |                                      |  |                                   | порядок Капустоцветные            |                     |  |                 |              | род Ложечница |                                                            |
|  |                                      |  |                                   | порядок Капустоцветные            |                     |  |                 |              | род Ложечница |                                                            |
|  | отдел Цветковые, или Покрытосеменные |  |                                   |                                   | семейство Капустные |  |                 |              |               |                                                            |
|  | отдел Цветковые, или Покрытосеменные |  |                                   |                                   |                     |  |                 |              |               |                                                            |
|  |                                      |  | ещё 63 порядка цветковых растений | ещё 63 порядка цветковых растений |                     |  |                 | ещё 354 рода | ещё 354 рода  |                                                            |
|  |                                      |  |                                   | ещё 63 порядка цветковых растений |                     |  |                 |              | ещё 354 рода  |                                                            |

### Виды
- Cochlearia × hollandica  Henrard
- Cochlearia aestuaria  (J.Lloyd)  Heywood
- Cochlearia anglica  L.
- Cochlearia bavarica  Vogt
- Cochlearia borzaeana  (Coman  &  Nyár.)  Pobed.
- Cochlearia danica  L.
- Cochlearia groenlandica L. — Ложечница гренландская
- Cochlearia hollandica  Henrard
- Cochlearia micacea  E.S.Marshall
- Cochlearia officinalis L. typus[4] — Ложечница лекарственная
- Cochlearia polonica  A.Fröhl.
- Cochlearia polonica  Frohl.
- Cochlearia pyrenaica  DC.
- Cochlearia scotica  Druce
- Cochlearia sessilifolia  Rollins
- Cochlearia tatrae  Borbás
- Cochlearia tridactylites  Banks  ex  DC.